# 橫田守
橫田守（日语：横田 守，2月18日—），是日本東京都出身的男性動畫工作暨遊戲開發者。

## 人物
小学時代擅長繪畫，中學時代由年長熟人帶去參加Comic Market。動畫職業學校畢業至動畫公司任職，離職後藉學長介紹成人遊戲原画工作，累積經驗和訣竅而成立工作室。動畫業界人面廣，因此常有機會參與熱門動畫製作。另外，還成立同人社團「丹下拳鬥俱樂部」（丹下拳闘倶楽部）。

## 事業
1990年成立動畫工作室「Studio Line」（スタジオライン），1997年8月有限公司法人化，涉足遊戲企劃、製作、原画，以及插畫、出版物編輯設計等，設立遊戲品牌「Terios」、「CALIGULA」、「Gash」。但在2009年以降公司停擺，活動重心又回動畫本業上。
2013年4月10日，官報公告東京地方法院裁定橫田及其公司破產，同年10月3日登載免責。2014年7月25日，Terios官網復活，並擔任「新生Terios 1st Project」的《魔法少女加奈2》（まじかるカナン2 〜緋色のベルガモット〜）作畫總指揮和原畫。

## 主要活動

### 電視動畫
- DNA²（D・N・A² 〜何処かで失くしたあいつのアイツ〜，第7話作画監督）
- Kanon（製作人）
- 天使特警（キディ・グレイド，第13話過場原画）
- DEATH NOTE（作画監督）
- Macross F（マクロスF，制作管理、後期OP原画）
- 天體戰士（天体戦士サンレッド，第1期第18話作画監督、演出）
- 真魔神 衝擊！Z篇（真マジンガー 衝撃! Z編，第26話作画監督）
- 荒川爆笑團（荒川アンダー ザ ブリッジ，11 BRIDGE作画監督）
- 只有神知道的世界（神のみぞ知るセカイ，第10話次回預告插畫）
- 便·當（ベン・トー，OP原画）
- 極樂女子宿舍（ゴクジョッ。〜極楽院女子高寮物語〜，總監修）
- 火影忍者疾風傳（NARUTO -ナルト- 疾風伝，第499、507、518話作画監督）
- 襲來！美少女邪神W（這いよれ!ニャル子さんW，ED原画）
- 宇宙戰艦大和號2199（宇宙戦艦ヤマト2199，第20話原画）
- 科學小飛俠Crowds（ガッチャマン クラウズ，第10話作画監督）
- 精灵使的剑舞（精霊使いの剣舞，第1話作画監督協力及過場原画、第2-3話過場版面設計）
- 織田肉桂信長（織田シナモン信長，第4、6-10話總作畫監督）
- 異世界小白玩家 －用 HP1 展開最強最快的迷宮攻略－（異世界マンチキン ―HP1のままで最強最速ダンジョン攻略―，總導演、角色設計）

### OVA
- HELLSING IV（制作協力）

### 電影
- 劇場版AIR（劇場版AIR，企劃）
- 真救世主傳說 北斗之拳：羅王傳 殉愛之章（真救世主伝説 北斗の拳 ラオウ伝 殉愛の章，特別制作協力、分鏡、演出）

### 電視劇
- 康子與健兒（ヤスコとケンジ，漫画指導）
- 愛與寬容（アイシテル～海容～，漫畫及人物設計）

### 小說
- 魔法戰士李維（魔法戦士リウイ，封面及插畫）

### 畫集
- . . 1999-04-20. ISBN 978-4-8960-1321-4 （日语）.

- . . 2007-05-25 （日语）.

## 延伸閱讀
- Anime Guest of Honor: Mamoru Yokota -  Pacific Media Expo 2012 （页面存档备份，存于） （英文）
- . YouTube上的Japan Expo頻道. 2014-12-10. （原始内容存档于2020-05-02） （法语）. 外部链接存在于|publisher= (帮助)

## 外部連結
- MY FACTORY
- 橫田守的X（前Twitter）
- 橫田守的Twitpic專頁
- 橫田守的pixiv
- Terios official HP
- Studio Line Official Home Page[]
- CALIGULA official HP[]
- Gash official HP[]